# Eduard Hermann von Lütcken
Eduard Hermann von Lütcken (* 21. Dezember 1851 in Osnabrück; † 10. November 1926 auf Gut Holenwisch, Gemeinde Wischhafen) war ein deutscher Gutsbesitzer, Richter und Parlamentarier.

## Leben
Eduard Hermann von Lütcken war Sohn des hannoverschen Ministerpräsidenten Eduard Christian von Lütcken. Er studierte Rechtswissenschaften an der Universität Heidelberg und wurde dort Mitglied des Corps Vandalia Heidelberg. Nach der Referendarzeit war von 1879 bis 1881 als Gerichtsassessor in Schleswig tätig und wurde dann Rechtsanwalt in Hannover. Er trat dann in den preußischen Justizdienst ein und wurde Amtsrichter am Amtsgericht Syke, wo er 1893 Amtsgerichtsrat wurde. 1897 wurde er zum Landgerichtsdirektor am Landgericht Hannover befördert und 1907 als Senatspräsident an das Oberlandesgericht Köln versetzt. 1915 trat er in den Ruhestand, den er zunächst auf seinem Gut Klein-Klecken in der heutigen Samtgemeinde Harburg verbrachte.
Lütcken war juristischer Kanonikus des adligen Damenstifts Bassum. 1918 wurde er als Nachrücker Mitglied im Provinziallandtag der Provinz Hannover, 1922 war er Mitglied des Preußischen Staatsrates. Als Mitglied der DHP hospitierte er beim Zentrum. 1924 verzog er von Klein-Klecken nach Holenwisch. Der Vielseitigkeitsreiter Eduard von Lütcken war sein 1914 gefallener Sohn. Das Gut Holenwisch übernahm nach Eduard Hermann von Lütckens Tod sein Schwiegersohn Georg von Reden.
Seine Enkeltochter Gertrud von Reden heiratete den Politiker Hans Karl von Reinhard.

## Auszeichnungen
- Titel Geheimer Justizrat
- Landwehr-Dienstauszeichnung 2. Klasse